# Slované (seriál)
Slovani či Slované (slovensky Slovania, ukrajinsky Слов'яни) je slovensko-ukrajinský historicko-dramatický seriál z roku 2021 věnující se období 7. století v Karpatské kotlině. Díky nedostatku písemných pramenů jde o dobu a místo na pomezí mýtů a historie, z čehož těží i seriál, který připouští i jistou míru slovanského nadpřirozena.

## Téma
Téma Slovanů v 7. století dosud nebylo filmově zpracované. Stylizování seriálu na pomezí mýtů a historie, stejně jako podoba úvodních titulků, ukazuje možnou inspiraci tvůrců seriálem Vikingové. Seriál zakomponovává slovanské pověsti a bohy a také jejich nadpřirozeno a tajemno, přesto se snaží vytvořit a zachytit uvěřitelný svět starých Slovanů. Zdrojem k rekonstrukci tohoto období i s mytologickými a nadpřirozenými prvky byla tvůrcům slovesná a ukrajinská lidová slovesnost, písně a pohádky. Příběh seriálu se postupně stáčí k tvůrčí představě o tom, jak přišel k vládě Sámo, a k obraně Slovanů před Avary, kteří do oblasti přišli. Seriál je nejvýpravnější v historii Slovenska a vytváří protějšek úspěšných seriálů, jako jsou Vikingové nebo Barbaři.

## Výroba
Projekt dvanáctidílného seriálu měl rozpočet přes 4 miliony €, s kterým pomohlo ukrajinské ministerstvo kultury. Bez toho by nebylo možno seriál v čistě slovenských podmínkách v takové kvalitě realizovat. Kvůli nižším nákladům byla pro natáčení zvolena Ukrajina.  Rozpočet překonal dosavadního slovenského rekordmana, seriál 1890, dvojnásobně. Na koprodukci spolupracovaly společnosti Wandal Production, European Partnership Media Group a Slovenská produkčná a na jeho výrobě se podílela i slovenská TV JOJ a ukrajinská 1+1.
Pro seriál byly v lese v Žytomyrské oblasti poblíž vesnice Denyši vybudovány dvě rozsáhlé scenérie představující hradiště Veľký stôl a Furnau. Kulisy byly stavěny ručně po dobu asi dvou měsíců. Herci zde natáčeli šest měsíců, v osadách doslova žili a téměř z nich neodcházeli. Na kostýmech postav pracovala Kateryna Vitvická a na brněních a zbraních historik a restaurátor Maksym Rih. Na scénáři pracovali Veronika Kolejáková, Jozef Koleják a Ján Luterán, režie se ujali Peter Bebjak, Michal Blaško, Serhij Sanin a Oleh Stachurskyj, kameramany byli Martin Žiaran, Stanislav Adam a Vova Ivanov a produkci zajistili Wanda Adamík Hrycová a Andrij Jermak.
Ukrajinští herci natáčeli ukrajinsky a slovenští slovensky, stejně jako český herec Marek Vašut. Seriál byl na Slovensku uveden ve slovenštině, na ukrajině v ukrajinštině, do výsledné ukrajinské a slovenské verze se tak potom příslušní herci hovořící opačným jazykem dabovali.

## Děj a postavy
Děj zachycuje příběh obyvatel dvou hradišť jménem Veľký stôl a Furnau, na něž neustále doráží Avaři. Na prvním z hradišť je stařešinou kladná postava Bohdan a žrecem záporná postava Čarad, na druhém je naopak žrec Sokol kladný a mladý stařešina Radúz záporný. Příběh začíná během rituálu postřižin, když Draha z Veľkého stôlu, mladá bylinkářka nadaná zázračnými schopnostmi a těšící se přízni bohyně Mokoš, objeví a vskřísí polomrtvého záhadného cizince. Ten se setká v hradišti s odmítáním a přezíráním, až postupně dojde k situaci, kdy má být popraven. Z toho ho ale vykoupí nevyléčitelně nemocná Bohdanova žena, která se nechá zbavit života místo něho. Cizinec, který umí slovansky a dalšími jazyky a je dobrým bojovníkem, trpí ztrátou paměti a dostane tak jméno Vlad. Díky svému hrdinství v bojích s kočovnými Avary si na něj začínají obyvatelé zvykat. Postupně se vyjeví, že jde o franckého kupce Sáma.
Druhou linií příběhu je počínání cílevědomého bojovníka a stařešiny Radúze, kterému se nedaří se svou milovanou ženou Ladou počít dítě. Obrátí se tak na žrece Sokola, ten mu ale potomka neumí slíbit, a proto vyhledá pomoc žrece ze sousedního hradiště, Čarada, který ovšem využije šanci a rozehraje nebezpečnou hru.

### Obsazení
| Polina Nosychinaová    | bylinkářka Draha                     |
| Juraj Loj              | cizinec Vlad (Sámo)                  |
| Oleksandr Mavric       | stařešina Bohdan hradiště Veľký stôl |
| Tomáš Maštalír         | stařešina Radúz hradiště Furnau      |
| Jana Kvantíková        | Lada, žena Radúze                    |
| Oleh Petrovyč Mosijčuk | žrec Sokol hradiště Furnau           |
| Dušan Cinkota          | žrec Čarad hradiště Veľký stôl       |
| Marek Vašut            | stařešina Slavomír, otec Radúze      |

Z dalších herců na seriálu pracovali Makar Tychomyrov, Anna Adamovyčová, Oleksij Trytenko, Andrej Hryc, Teťana Michinaová, Oleksandr Rudynskyj, Zuzana Fialová, Olha Jansinská, Jevhenija Šymšyrjanová, Ruslan Seničkin a další.

## Hodnocení
Jan Hrdina v recenzi na Seznam Médium zhodnotil seriál, za nějž si tvůrci podle něj zaslouží poděkování, spíše kladně. Neotřelé téma, které je na středoevropské poměry výpravně zpracováno, tvůrci se přitom nebáli pustit do projektu, který v tomto prostoru zatím nemá srovnání. V seriálu postaveném na historii je ale podle něj až příliš tajemna a nadpřirozených jevů a seriál tak nedokázal zcela využít potenciálu vytvoření uvěřitelného slovanského světa. Recenze naopak pochválila snahu vykreslit slovanské bohy a rituály, o kterých nevíme z písemných pramenů mnoho, nebo poměrnou věrohodnost slovanských šperků a kostýmů. Podle hodnocení jsou první čtyři díly zbytečně rozvláčné, přestože zůstávají dramatické, a příběh tak, jak je vystavěn, by tak bylo možné lépe odvyprávět v sedmi nebo osmi epizodách namísto dvanácti. Nebo by bylo možno naopak tento prostor využít k lepšímu rozvinutí děje, například k vykreslení toho, co se dělo, když stařešinové okolních hradišť vyzvali kupce Sáma, aby je vedl do dalšího boje s Avary. Na druhou stranu je seriál v dramatických chvílích poutavý a tvůrci poměrně dobře zvládli závěrečné bitevní scény nebo podání Avarů. Bitevní scény ovšem trochu navozují atmosféru krále Artuše. Uvěřitelnost příběhu přidávají některé převážně vedlejší postavy, například stařešina Slavomír v podání Marka Vašuta, kovář v podání Andreje Hryce nebo avarská bojovnice, většina dalších postav je nevýrazná a jejich výkony méně uvěřitelné.
Marcel Kabát v recenzi na Lidovkách.cz srovnává autenticitu seriálu s Vikingy, kteří na tom není podle něj s autenticitou o mnoho lépe. Oproti němu ale tvůrci seriálu dali přílišný důraz na magickou a poetickou složku seriálu, což z něj učinilo do patnácti let nepřístupnou naivní a zbytečně rozvláčnou pohádku. Výpravnost má podle této recenze své hranice a v seriálu nejsou žádné skutečně úchvatné scény.

## Dostupnost a vysílání
Práva k seriálu vlastní skupina JOJ Group. Na Slovensku měl premiéru na televize JOJ 10. března 2021, ačkoliv původně ho měla tato televize uvést už někdy v červenci 2020 – to zhatila koronavirová krize. Na Ukrajině měl seriál premiéru na stanici 1+1 3. května 2021.
Už během natáčení, v létě 2020, poslala producentka Wanda Adamík Hrycová pilotní díl do Netflixu, ke spolupráci ale nakonec nedošlo. V červnu 2022 se skupina JOJ dohodla s HBO Max na vysílacích právech a seriál byl na tuto platformu 9. června přidán i se slovenskými, českými a anglickými titulky. Další měsíc byl seriál zařazen do služby Prime Video od společnosti Amazon, kde se stal v srpnu 2022 druhým nejsledovanějším seriálem v Polsku. Pro tamní trh byl na této platformě seriál předabován do polštiny. Seriál byl uveden také v Německu, Itálii, na Středním východě, v Rumunsku, Pobaltí, ve Spojeném království a v Irsku. Na Slovensku byl zdarma dostupný ve službě JOJ play. Od 8. listopadu 2022 byl seriál také umístěn do amerických streamovacích služeb Amazon FreeVee, Tubi a The Roku Channel.